# Michael Scheurer
Michael Scheurer (né le 14 février 1975 à Spire) est un coureur cycliste allemand, spécialiste des épreuves de vitesse  sur piste.

## Palmarès

### Championnats du monde
- 1993 (juniors)
  -  Médaillé de bronze du kilomètre juniors
- 1994 (juniors)
  -  Champion du monde du kilomètre juniors
  -  Champion du monde de vitesse individuelle juniors
- 1994
  - 4e du kilomètre

### Coupe du monde
- 1994
  - 2e de la vitesse par équipes à Copenhague
- 1995
  - 1er de la vitesse par équipes à Cottbus
  - 3e de la vitesse par équipes à Athènes
  - 3e du kilomètre à Manchester
- 1996
  - 3e du kilomètre à Cottbus
- 1997
  - 3e du keirin à Athènes

### Championnat d'Europe
- 1995
  -  Médaillé de bronze de la vitesse par équipes
- 1996
  -  Médaillé de bronze de la vitesse par équipes

### Championnats nationaux
- 1994
  -  Champion d'Allemagne du kilomètre
- 1996
  - 2e de la vitesse par équipes
- 1997
  - 2e de la vitesse par équipes
- 1998
  -  Champion d'Allemagne de vitesse par équipes
  - 3e du kilomètre